# Sukhoi Su-26

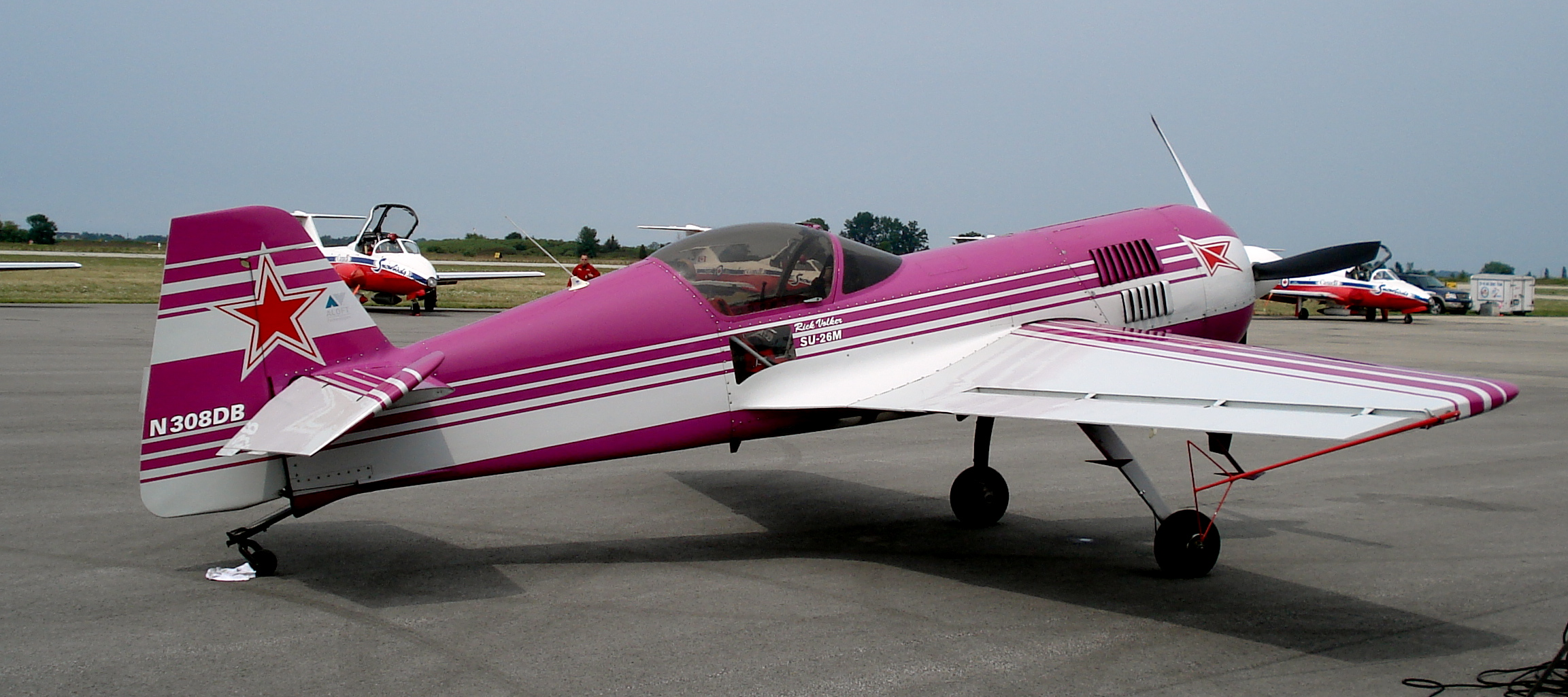
Su-26M no St Catharines Wings and Wheels

O Sukhoi Su-26 é um avião acrobático com um único assento desenvolvido pela Sukhoi na antiga União Soviética, equipado com um único motor radial. O Su-26 tem asa média e trem de pouso fixo, com o trem principal montado em um arco sólido de titânio. Foi originalmente projetado para suportar uma carga de 12G; a carga de quebra é de 23G. Pela primeira vez em aeronaves deste tipo, veio equipada com um assento com uma grande inclinação no encosto (35°), tornando-o mais fácil de suportar as altas forças G. Também, pela primeira vez ao criar uma aeronave desportiva, os engenheiros confiaram no uso de materiais compósitos: sua parte em todo o peso da estrutura é maior do que 50%. 

## História
O Su-26 foi o primeiro avião desportivo construído pela Sukhoi. Seu desenvolvimento foi iniciado em 1983, com o protótipo fazendo seu primeiro voo em 30 de junho de 1984, pilotado por Evgeny Frolov.
Um total de 5 Su-26 foram produzidos, com o restante sendo produzidos já com modificações e marcas adicionais em seu nome.
O Su-26 foi apresentado pela primeira vez no Campeonato Mundial de Acrobacia em agosto de 1984 na Hungria. Posteriormente, o modificado Su-26M surgiu, com o qual a equipe nacional da União Soviética venceu o XIII Campeonato Mundial em agosto de 1986 na Grã-Bretanha, vencendo também a Copa Nesterov, além de 16 medalhas de um total de 33.
O Su-26M rapidamente recebeu o título de um dos melhores aviões acrobáticos no mundo, participando de competições e demonstrações. Ele detém o primeiro lugar no número de prêmios recebidos em várias competições acrobáticas: em 1993, já tinha 150 medalhas vencidas no Su-26M, dos quais mais de 90 eram de ouro. Voando em um Su-26M, Lyubov Nemkova tornou-se campeão mundial absoluto e Nikolai Nikityuk campeão europeu. Desde 1996, mais de 120 aeronaves deste tipo foram entregues para diversos países.
O Su-26M3 é um dos poucos aviões desportivos equipado com um assento ejetor. Os Su-26 em suas versões anteriores também não o tinham. No caso de uma emergência, o piloto é capaz de sair da aeronave utilizando o sistema SKS-94M. 
A produção do Su-26M3, como todas as outras modificações do Su-26, foi descontinuada. Não há Su-26 voando em aeroclubes na Rússia. A equipe nacional de acrobatas russos ainda utilizam três Su-26M3.  

## Construção
O Su-26 é construído em uma configuração aerodinâmica normal - monomotor de asa baixa, com um trem de pouso triciclo fixo e uma roda traseira. 
- Fuselagem - construção com treliças, soldadas de tubos de aço inoxidáveis de alta resistência. Este desenho permitiu que quase toda a parte média ao redor da cabine de pilotagem fosse transparente, permitindo ao piloto ver para qualquer posição da aeronave. A cobertura da fuselagem é feita de painéis de fibra de vidro com três camadas e um núcleo de espuma. Os painéis são arredondados com duralumínio em seu contorno. Para acessar a fuselagem, qualquer painel pode ser removido em poucos minutos. A parte inferior do nariz é removível para permitir a desmontagem da asa.[3]
- A asa possui duas longarinas, sendo uma peça integral. A longarina dianteira é montada em seção retangular de fibra de carbono, com suas laterais formadas de fibra de vidro, enquanto as cavidades internas são preenchidas com espuma. A longarina traseira também é feita de fibra de carbono. Nos locais onde o aileron e seus suportes são instalados, partes de metal são coladas na longarina traseira. O revestimento é feito com painéis de fibra de vidro com três camadas e interior de espuma. Na raiz da asa, entre as longarinas, são colocados os tanques de combustível, feitos de uma espuma resistente a petróleo. Na parte externa, a asa é pintada com laca sintética e então polido.[4]

## Variantes
- Su-26 - versão original, com uma hélice de duas pás e uma asa sem um conjunto transversal. Apenas 4 unidades produzidas.
- Su-26M - versão melhorada do Su-26, com uma hélice de três pás e uma asa com 16 nervuras. O motor M-14P foi instalado pela OKB Motorostroeniya, na cidade de Voronezh.
- Su-26MH - versão de exportação do Su-26M, com tanques de combustível na asa. O motor M-14X foi instalado na cidade de Voronezh.
- Su-26M2 - versão equipada com um sistema de traçado de trajetória.
- Su-26M3 - versão equipada com um sistema de traçado de trajetória e um tanque de combustível adicional. O spinner da hélice, cabine de pilotagem, canopy, asa, empenagem e trem de pouso foram revisados, com novos ailerons instalados na asa. A asa foi revisada para melhorar o desempenho e aerodinâmica. Um novo motor M-9F com 420 hp (313 kW) de potência foi instalado.

## Acidentes e incidentes
- Em 24 de setembro de 2014 um Su-26M caiu no Mar Egeu. O piloto Jurgis Kairis conseguiu saltar de paraquedas. [5]